# Kettenlogarithmus
Ein Kettenlogarithmus ist ein Objekt der reellen Analysis, das, ähnlich wie ein Kettenbruch, eine Darstellung der reellen Zahlen erlaubt. Ein endlicher Kettenlogarithmus zu einer ganzzahligen Basis {\displaystyle m\geq 3} ist ein Ausdruck der Form 
{\displaystyle K\log _{m}(d_{1},\dots ,d_{n}):=\log _{m}(d_{1}+\log _{m}(d_{2}+\log _{m}(\dots +\log _{m}(d_{n})\dots ),}
mit {\displaystyle d_{k}\in \{1,\dots ,m-1\}} für {\displaystyle k=1,\dots n}. {\displaystyle \log _{m}(x)} bezeichnet den Logarithmus zur Basis {\displaystyle m} von {\displaystyle x}. Ein unendlicher Kettenlogarithmus ist durch den Grenzwert 
{\displaystyle \lim _{n\to \infty }{\it {K\log }}_{m}(d_{1},\dots ,d_{n}),}
für eine Folge in {\displaystyle \{1,\dots ,m-1\}^{\mathbb {N} }}, gegeben. Für eine Basis {\displaystyle m\geq 3} hat jede reelle Zahl in {\displaystyle [0,1]} eine Darstellung durch einen unendlichen Kettenlogarithmus und diese Darstellung ist bis auf einen abzählbare Menge reeller Zahlen eindeutig. In der Darstellung fast aller reellen Zahlen in {\displaystyle [0,1]}, in Bezug auf das Lebesgue-Maß, kommen alle Zahlen in {\displaystyle \{1,\dots ,m-1\}} unendlich oft vor. Auf der anderen Seite sind fast alle Zahlen nicht normal im Bezug auf ihre Darstellung als Kettenlogarithmus, d. h. die Zahlen in {\displaystyle \{1,\dots ,m-1\}} kommen nicht mit gleicher Häufigkeit vor.